# Galgenbergite-(Ce)
La galgenbergite-(Ce) è un minerale.